# إدموندو سيلفا
إدموندو سيلفا هو مدرب كرة قدم ولاعب كرة قدم برتغالي في مركز الدفاع، ولد في 12 أكتوبر 1963 في سيتوبال في البرتغال. شارك مع منتخب البرتغال تحت 21 سنة لكرة القدم. أما مع النوادي، فقد لعب مع إستريلا دا أمادورا ونادي بنفيكا ونادي بيلينينسش ونادي فيتوريا سيتوبال.

## وصلات خارجية
- إدموندو سيلفا على موقع قاعدة بيانات كرة القدم.إي يو (الإنجليزية)